# 憎しみ
『憎しみ』（La Haine） は、1995年に制作されたフランス映画。パリ郊外の「バンリュー」（移民が多い、貧しい公営住宅地帯）を舞台に人種差別を扱ったマチュー・カソヴィッツの監督作品で、カンヌ国際映画祭 監督賞、ヨーロッパ映画賞の新人賞などを受賞した。

## キャスト
- ヴァンサン・カッセル：ヴィンス
- ユベール・クンデ：ユベール
- サイード・タグマウイ：サイード
- フィリップ・ナオン：警察署長

## あらすじ
1990年代のフランス。パリ郊外の貧しい公営団地バンリューで若者たちによる暴動が起こった。住人で移民の若者アブデルが警官に暴行され、重傷で入院したためで、鎮圧にあたった警官の一人が拳銃を紛失した。
翌朝、騒ぎの収まった団地内で麻薬を吸う不良仲間のヴィンツ(ユダヤ人)、サイード(アラブ系)、ユベール(黒人ボクサー)の3人組。若者たちがたむろする団地の屋上に上がると、警察所長や刑事たちが立ち入り禁止だと排除に来た。野次を飛ばすヴィンツ。警官の銃を拾ったのは、実はヴィンツだった。実際には銃に触れるのも初めてだったが、暴動のきっかけである友人のアブデルが死んだら、報復に警官を殺すと息巻くヴィンツ。家族思いのユベールは、荒れた団地から出ることを真剣に考えていた。
アブデルの兄が警察署に向けて発砲し、駆けつけたユベールたちも逮捕されかけた。警官に銃を向けるヴィンツをなんとか制して、サイードと3人でパリ行きの列車に乗り込むユベール。パリの知り合いから金を回収しようとして騒ぎを起こし、通報されて逮捕されるユベールとサイード。銃を持っているヴィンツは逃げおおせたが、ユベールたちは警察署で暴行を受け拘留された。
パリの不良たちと合流するヴィンツ。パリの不良は些細なトラブルでも銃を撃ち、ヴィンツを驚かせた。釈放されたが終電を逃すユベールとサイード。ヴィンツも加わり車を盗んで帰ろうとするが慣れない作業で失敗。駅で始発を待っていると、アブデル死亡のニュース映像が流れた。
白人の不良たちとトラブルになり、銃を向けるヴィンツ。わざと「撃て！」と挑発するユベール。ヴィンツには撃てなかった。始発で団地の最寄り駅に戻り、別れ際にユベールを信頼して拳銃を預けるヴィンツ。そんな丸腰のヴィンツを捕まえて「屋上にいたな！」と銃を突きつける刑事。その銃が暴発してヴィンツは即死した。ユベールが刑事に銃を向ける姿を目撃するサイード。最後の銃声が誰の銃のものかは分からなかった。